# Картопля в мундирі

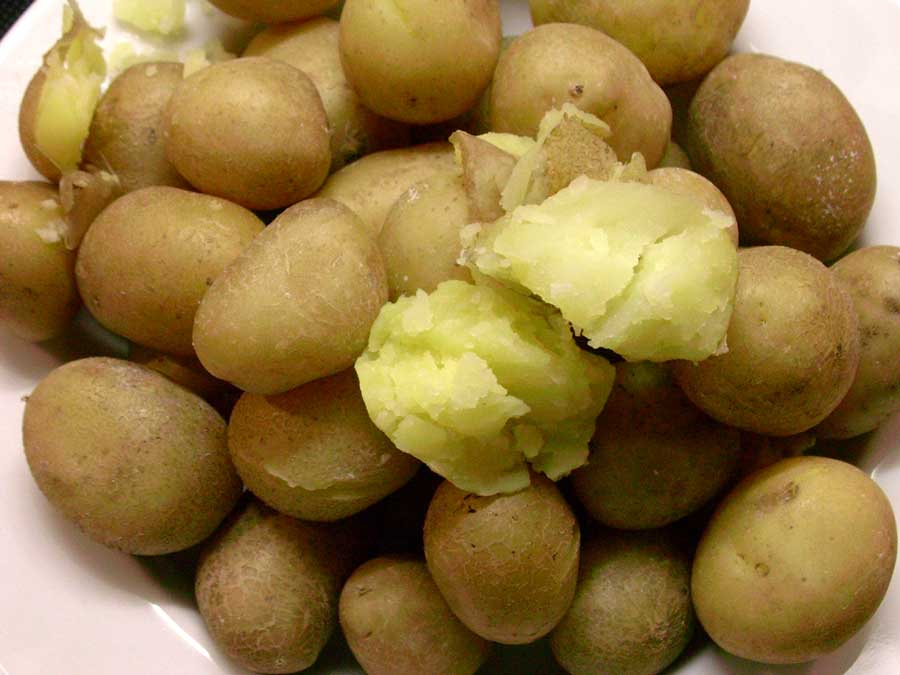
Картопля в мундирі

Картопля «в мундирі» або картопля в лушпинні — це картопля, яка зварена цілою в шкірці. Гаряча картопля подається як гарнір до риби або м'яса і очищується від шкірки за столом. Існують спеціальні виделки для чищення картоплі. Молоду ретельно помиту картоплю, яка зварена в лушпинні, їдять разом зі шкіркою. 
Картопля в лушпинні також використовується після очищення від шкірки для приготування різноманітних холодних закусок і салатів, зокрема, салату олів'є. В Європі картопля в лушпинні вважається символом бідності.
Картопля «в лушпинні» відома британцям як «jacket potato», а американцям — як «baked potato».
Зварена в лушпинні картопля обчищається значно швидше, якщо її відразу ж після варіння облити холодною водою.

## Картопля «в мундирах» в мемуарах
Розділ із мемуарної повісті Олександра Щура, присвячений трагічним сторінкам української історії. Публікацію здійснено зі збереженням стилістики, орфографії та пунктуації оригінала:
|  | Літом 1963 р. поз'їжджалися діти до Батьків в гості, сидять вечеряють, поволі, не весело розмовляють. Посеред столу, в казанці варена картопля «в мундирах»; темна (кам'яна) сіль; салат з помідорів і цибулі покраяних великими кусками, заправлених трохи гіркуватою олією — «хто його знає, чого «вони» там домішують в неї» так про це, висловлювався Тато; пляшка горілки з зеленою етикеткою — «Московская»; в макітрі затертий часник з тією ж гіркуватою олією; специфічно — вздовж, на половинки розрізаний чорний хліб «кірпіч Московський», а чому так специфічно покраяний хліб? Це окрема розмова — Тато з хлібзаводу, де він працював, приносив на хворому животі, навпоперек розрізану гарячу буханку хліба. |

Густативні образи в мемуаристиці М.Коцюбинського.

У наступному листі, з розпачу, що немає листа від дружини:
|  | з горя взявся варити картоплю в мундирах до сала і з кожним шматочком сала згадував Вінницю й все дороге там для мене. Повечеряв добре. |

## В лікуванні
При катарах верхніх дихальних шляхів вдихають пару гарячої подавленої картоплі, звареної «в мундирі».